# Observatorio Montegancedo
El Observatorio Montegancedo está situado en la Facultad de Informática (Universidad Politécnica de Madrid). Se trata del primer observatorio astronómico del mundo de acceso libre vía Internet. Ha sido creado por el grupo de investigación de "Aprendizaje Colaborativo".
El objetivo que persigue este proyecto es crear una comunidad de internautas que aprenda astronomía y, que descubra algo nuevo. Todo el contenido que genere la comunidad es público bajo licencias copyleft.

## Historia

### Sus inicios
El grupo «Cíclope» construyó el sistema «Títere» en 1996, el primer laboratorio accesible vía Internet para el aprendizaje de Visión por Computador. Desde entonces ha construido diferentes laboratorios web, sobre todo para la enseñanza de asignaturas de ingeniería, como química, regulación automática, elasticidad y resistencia de materiales, robótica, etc.
La idea de la construcción de un observatorio Astronómico de acceso gratuito fue propuesta por primera vez por el grupo Cíclope en el año 2002 durante la participación en el proyecto Europeo. Esta idea no fructificó por diversas razones. Sin embargo con la financiación de ese proyecto el grupo adquirió un primer telescopio y pudo empezar a desarrollar «Cíclope Astro», software libre para la teleoperación vía web de telescopios, cámaras y demás accesorios de un observatorio. 

### La construcción del observatorio
Tras varios intentos por conseguir financiación para poder construir el observatorio, ésta no llegó hasta el año 2004, con el proyecto LEARN-WEB (TSI-2004-04032) concedido por el Gobierno de España. Sin embargo no se consiguió toda la financiación necesaria hasta 2006, con la entrada del grupo Cíclope en el proyecto de la Comunidad de Madrid (S-0505/ESP/000237). 
Las obras se iniciaron en diciembre de 2006, pero por diversos problemas burocráticos, no pudieron ser finalizadas hasta julio de 2007.
El observatorio astronómico se encuentra ubicado en la Facultad de Informática (Universidad Politécnica de Madrid).
Facultad de Informática

Campus de Montegancedo.

28660 Boadilla del Monte

Madrid - España

### Equipamiento
- Observatorio de 3,5 metros de diámetro.
- Telescopio 10" Meade LX200GPS.
- Cámara CCD SBIG Modelo ST-237A + Rueda de filtros CFW-5C.
- WebCams ToUcam Pro I y II, de las cuales dos de ellas se han modificado para realizar fotografía de larga exposición.
- Estación Meteorológica Vantage Pro 2 Plus con Fan-Aspirated Radiation Shield. Los datos meteorológicos están registrados en una base de datos.

### Experimento solar
En 2009 se puso en marcha el primer experimento. Durante el horario establecido se podría observar el Sol de manera telemática por medio de la página web. Desde ese momento se implementaron e investigaron varias maneras de mejorar el sistema de funcionamiento del observatorio sin la presencia de una persona para su operación. Por este motivo se escogió el Sol como primer objeto a observar. Una vez el sistema fuera completamente autónomo se plantearían observaciones nocturnas.
Para acceder a la interfaz de control del experimento había que realizar previamente una reserva. Sólo se permitía que el usuario viera las cuatro cámaras (una DMK 41AU02 monocromática y tres Philips ToUcam Pro) y se podían modificar sus parámetros: tiempo de exposición, ganancia, brillo y región de interés, entre otros.
El objetivo de este primer experimento era poder observar el Sol en la banda H-alfa y poder distinguir las manchas y protuberancias solares, además de aprender a cambiar los diferentes parámetros de las cámaras para obtener buenas imágenes astronómicas.

## Financiación
- Universidad Politécnica de Madrid (U.P.M.)
- Facultad de Informática (UPM)
- ASTROCAM: Red de Astrofísica de la CAM.
- Ministerio de Ciencia e Innovación.
- Instituto de Astrofísica de Canarias.